# 온대 구과수림

온대 구과수림(영어: Temperate coniferous forest)은 온대 생물군계의 일종이다. 여름이 온난하고 겨울이 시원한 지역에서 주로 발견되며, 식물 식생이 다양하다. 일부 지역은 침엽수가 우세하고, 또다른 지역은 활엽상록수가 우세하고, 또 어떤 지역은 두 수종의 혼합림이다. 이보다 더운 기후에서는 아열대 구과수림이 발달한다.
온대 구과수림은 겨울이 매섭지 않고 강수량이 많은 해안지역, 또는 건조한 내륙지역, 또는 산악지역에 흔하다. 온대 구과수림에 많은 수종으로는 소나무, 개잎갈나무, 전나무, 세쿼이아 등이 있다. 이들 교목 아래로는 초본과 관목이 풍부하게 자라난다. 온대 구과수림은 육상 생물군계들 가운데 가장 높은 생물량을 보유하며, 온대우림이 대부분 여기에 속한다.
온대 활엽수혼합림이 4층 층상구조가 뚜렷한 데 반해 온대 구과수림은 임관층과 하목층 2층 구조로만 되어 있다. 그러나 일부 삼림은 관목층이 있는 경우도 있다. 소나무가 우세한 송림은 건조하여 화본식물이나 광엽초본이 우세하고, 주기적으로 산불이 일어난다. 한편 보다 습한 온대우림성 구과수림은 양치류가 초본으로서 우세하고 약간의 광엽초본이 자란다.
북미 서부, 남미 서남부, 오스트레일리아 동남부, 뉴질랜드 북부 등 일부 지역에서는 무지막지하게 거대한 나무(대표적인 예: 세쿼이아)가 지배적인 특이한 생태현상이 나타난다.

## 같이 보기
- 온대 낙엽수림